# Grabhügel bei Högersdorf-Rotenhahn

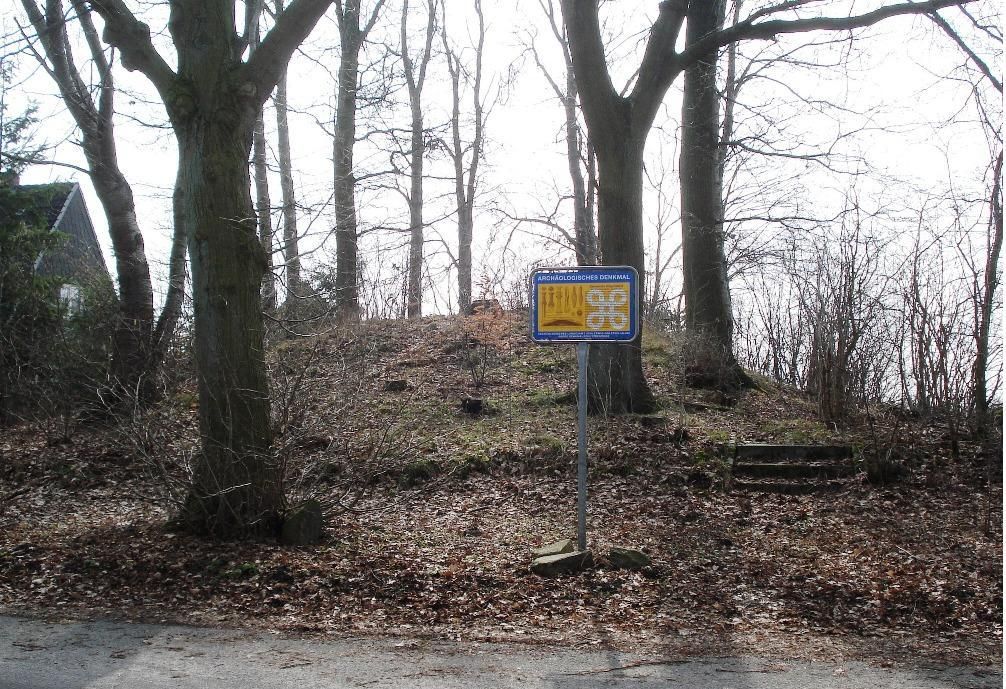
Der Grabhügel bei Högersdorf-Rotenhahn

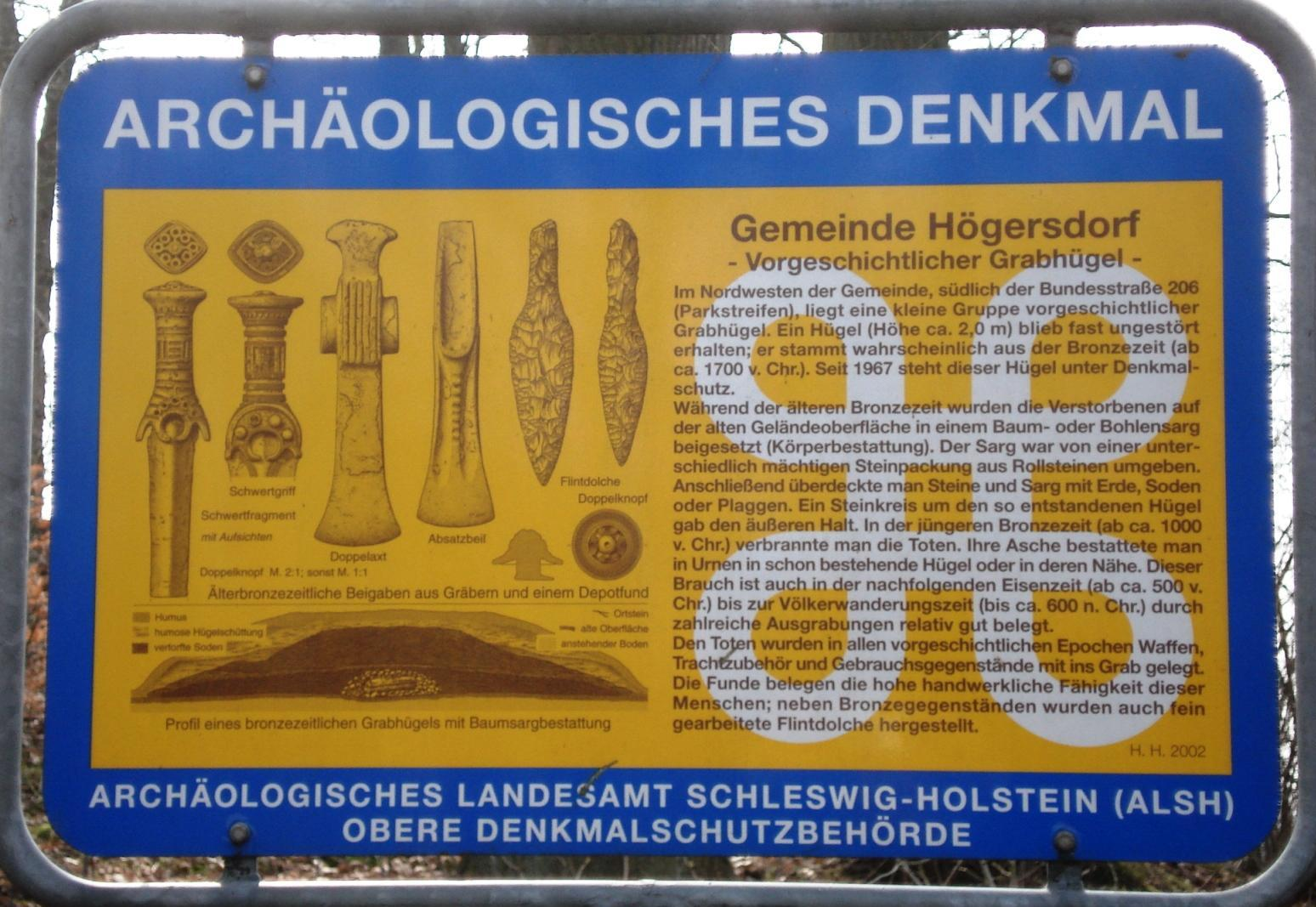
Informationstafel am Grabhügel

Der Grabhügel bei Högersdorf-Rotenhahn ist ein Grabhügel im Ortsteil Rotenhahn der Gemeinde Högersdorf im Kreis Segeberg in Schleswig-Holstein. Er befindet sich ca. 20 m südlich der B 206 – am westlichen Ende des Ortsteils Rotenhahn.
Der Grabhügel ist rund, hat einen Durchmesser von etwa 15 m, eine Höhe von 2 m und ist von Bäumen sowie Sträuchern bestanden. Er kann über eine Treppe betreten werden. Seine Entstehung wird auf die Bronzezeit (um 1700 v. Chr.) datiert.
Der Grabhügel enthielt eine Baumsargbestattung und reiche Funde und steht seit 1967 unter Denkmalschutz.